# بيتر كرافين
بيتر كرافين (بالإنجليزية: Peter Craven)‏ هو متسابق دراجات نارية بريطاني، ولد في 21 يونيو 1934 في ليفربول في المملكة المتحدة، وتوفي في 24 سبتمبر 1963 في إدنبرة في المملكة المتحدة.